# Almonte (rivière)
Pour les articles homonymes, voir Almonte.
L'Almonte est un cours d’eau espagnol d'une longueur de 97 km qui coule dans la communauté autonome d'Estrémadure. Cet affluent du Tage est notamment franchi par le viaduc sur l'Almonte, qui porte la LGV Madrid - Lisbonne.

## Source de la traduction
- (es) Cet article est partiellement ou en totalité issu de l’article de Wikipédia en espagnol intitulé « Río Almonte » (voir la liste des auteurs).